# Emiliano Zapata, Bochil
Emiliano Zapata är en ort i Mexiko.   Den ligger i kommunen Bochil och delstaten Chiapas, i den sydöstra delen av landet, 700 km öster om huvudstaden Mexico City. Emiliano Zapata ligger 1 504 meter över havet och antalet invånare är 299.
Terrängen runt Emiliano Zapata är varierad, och sluttar västerut. Runt Emiliano Zapata är det ganska tätbefolkat, med 116 invånare per kvadratkilometer. Närmaste större samhälle är Bochil, 3,5 km sydväst om Emiliano Zapata. I omgivningarna runt Emiliano Zapata växer huvudsakligen savannskog.